# Liste der Bürgermeister von Waidhofen an der Ybbs

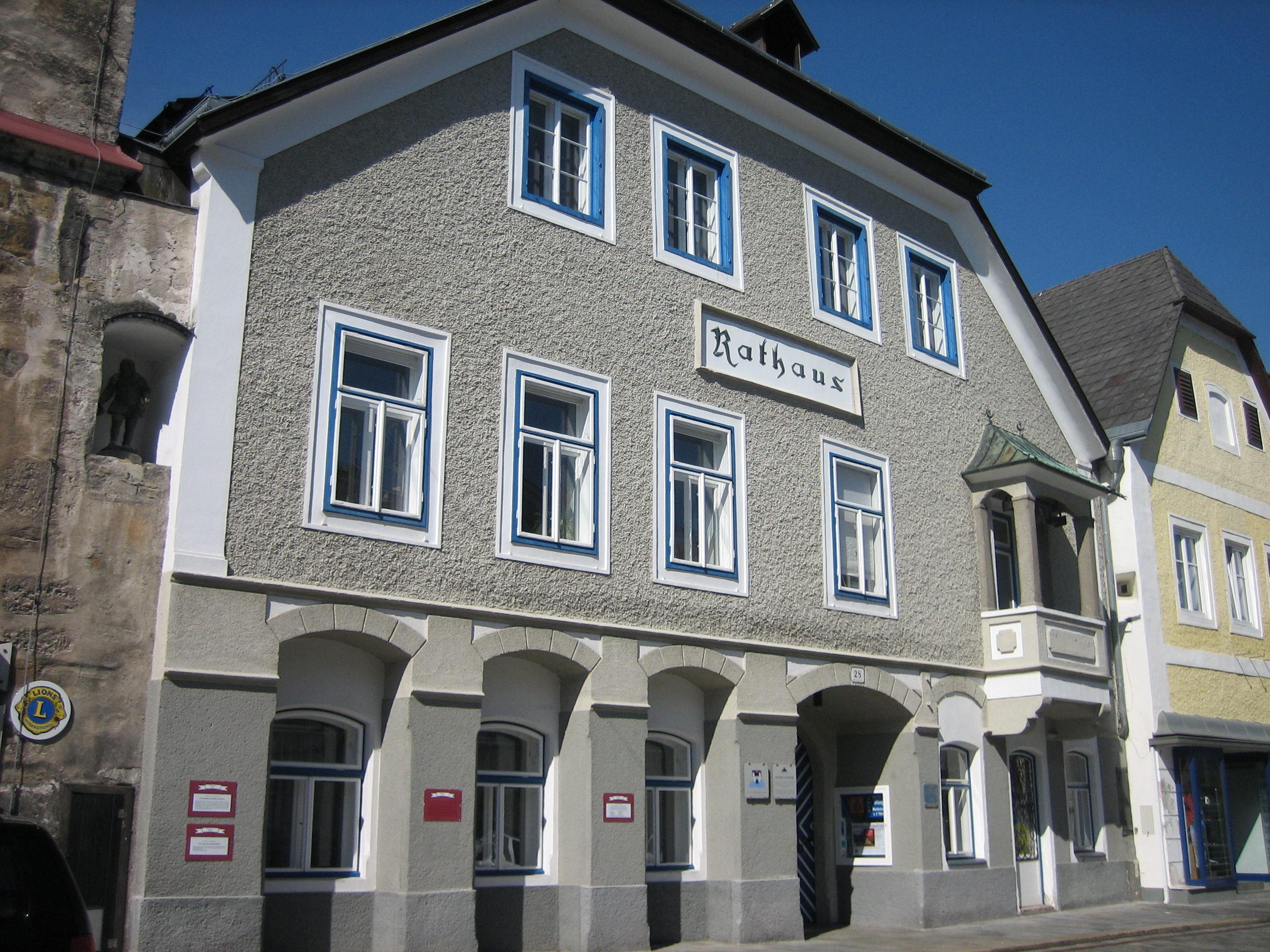
Rathaus am Oberen Stadtplatz, 1922 von der Stadt erworben

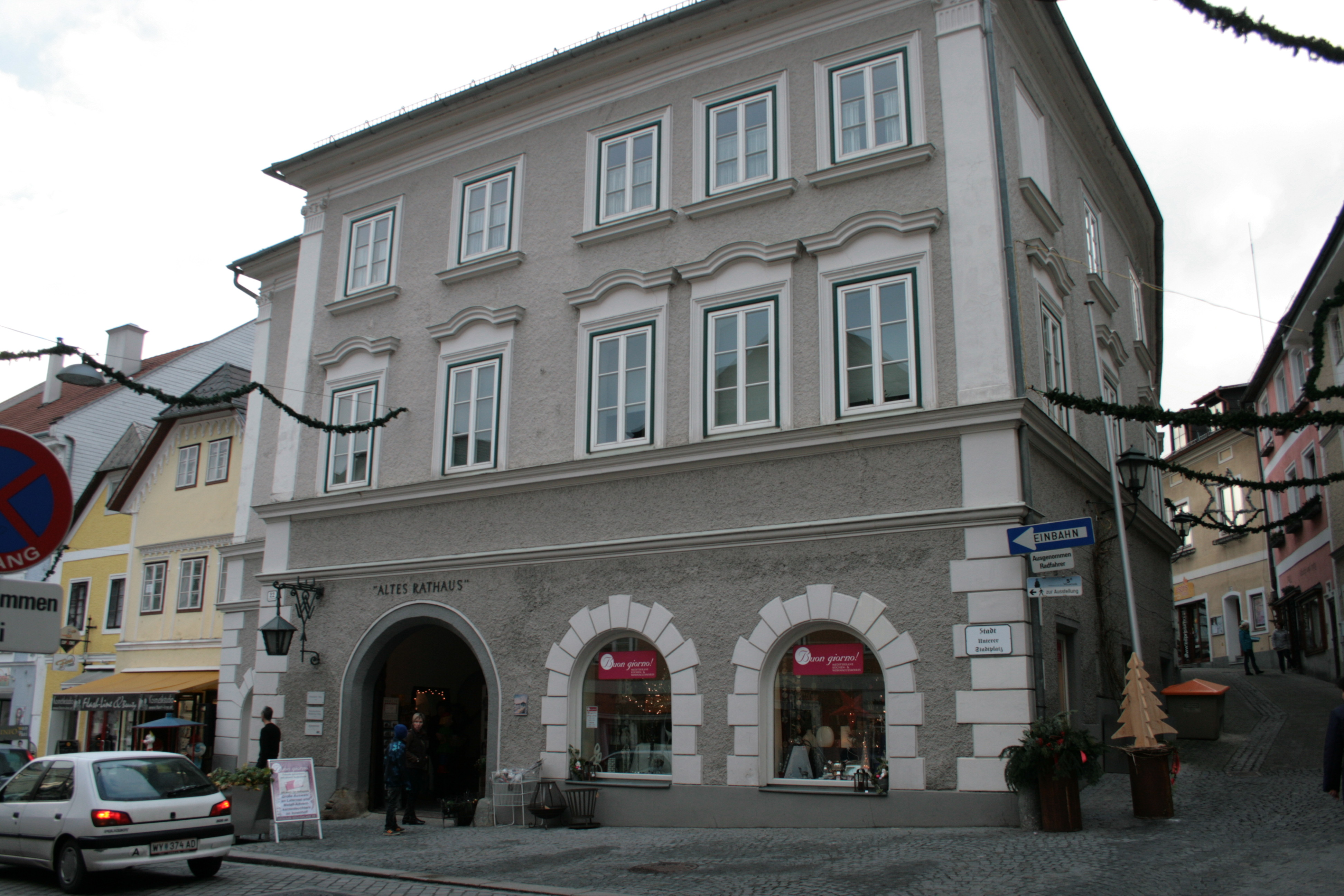
Altes Rathaus am Unteren Stadtplatz, Rathaus seit 1849

Diese Liste der Bürgermeister von Waidhofen an der Ybbs umfasst in antichronologischer Folge die Stadtoberhäupter von Waidhofen an der Ybbs seit dem Jahr 1786. Davor hatte seit dem Mittelalter ein Stadtrichter existiert, dessen Amt ursprünglich vom Bischof von Freising verliehen oder verpachtet worden sein dürfte, denn Waidhofen befand sich bis 1803 unter der Herrschaft des Hochstifts Freising. Seit dem 15. Jahrhundert wurde der Stadtrichter durch die Waidhofener Ratsherren gewählt. Im Zuge der Josephinischen Reformen wurde dieses Stadtrichteramt durch jenes des Bürgermeisters ersetzt. Der letzte Stadtrichter Mathias Reisenleitner zeichnete zuletzt am 15. März 1786 ein Protokoll, am 21. März wurden zwanzig Wahlmänner aus der Bürgerschaft ernannt, die schließlich am 22. März 1786 Anselm Scharitzer zum ersten Bürgermeister wählten. Den auf Lebenszeit gewählten Bürgermeistern standen drei Ratsmänner und ein Syndikus zur Seite.
Infolge der Revolution von 1848/1849 erließt Franz Joseph I.ein neues Gemeindegesetz, das die kommunale Selbstverwaltung stärkte und Waidhofen zu einer eigenen Bezirkshauptmannschaft machte. 1869 wurde diese Bezirkshauptmannschaft nach Amstetten verlegt, Waidhofen erhielt dafür Autonomie in Form eines eigenen Statuts und ist trotz seiner geringen Größe bis heute eine von 15 österreichischen Statutarstädten. Gemäß dem aktuellen Stadtrecht besteht der Gemeinderat von Waidhofen aus 40 Mitgliedern. Zehn davon, nämlich acht Stadträte und die beiden Vizebürgermeister, bilden den Stadtsenat. Der Bürgermeister hat dem Vorsitz im Senat, ist dort aber nicht stimmberechtigt.

## Auflistung
Die Daten der folgenden Tabelle stammen, sofern nicht explizit anders referenziert, aus der Dissertation von Franz Hofleitner und den Bürgermeisterbiographien auf der Website der Gemeinde. Die Liste der Vizebürgermeister ist – insbesondere vor 1945 – nicht vollständig.

### Von 1918 bis heute
| Amtszeit                       | Name               | Partei | Bild | Anmerkung | 1. Vizebürgermeister | 2. Vizebürgermeister |
| ------------------------------ | ------------------ | ------ | ---- | --- | --- | --- |
| Seit 2014                      | Werner Krammer     | ÖVP    |      | | Mario Wührer (ÖVP; seit 2015) Martin Lueger (ÖVP; 2014–2015)                                                             | Armin Bahr (SPÖ & US; seit 2019) Martin Reifecker (SPÖ & UA; 2014–2019)                                                               |
| 1998–2014                      | Wolfgang Mair      | ÖVP    |      | | Anton Lueger (ÖVP; 2008–2014) Ignaz Hofmacher (ÖVP; 1998–2008)                                                           | Martin Reifecker (SPÖ; 2009–2014) Alfred Mandl (SPÖ; vor 1998–2009)                                                                   |
| 1996–1998                      | Wolfgang Sobotka   | ÖVP    |      | Sobotka wurde 1998 Teil der Landesregierung Pröll III und machte in weiterer Folge Karriere in der Landes- und Bundespolitik. | Ignaz Hofmacher (ÖVP) | Alfred Mandl (SPÖ) |
| 1973–1996                      | Erich Vetter       | ÖVP    |      | Mit 23 Jahren im Amt der längstdienende Bürgermeister Waidhofens. | Ignaz Hofmacher (ÖVP; 1992–1996) … Friedrich Deseyve (ÖVP; 1973–)                                                        | Alfred Mandl? Leopold Mock (SPÖ; ?–1993?) Edgar Damberger (1973–)                                                                     |
| 1952–1973                      | Franz Josef Kohout | ÖVP    |      | Kohout ist der prägende Faktor in der Waidhofener Politik der Nachkriegszeit. 1972 verdoppelte die Einwohnerzahl der Gemeinde sich durch die Eingliederung von Waidhofen-Land, St. Leonhard, Windhag und Zell. | Erich Vetter (ÖVP; ab 1972) Friedrich Deseyve (1969–1972) Karl Dittrich (1955–1969) Friedrich Helmetschläger (1952–1955) | Edgar Damberger (ab Jänner 1967) Hans Brandstetter (1965–Dezember 1966) Gustav Freysmuth (1960–1965) Friedrich Sternecker (1952–1960) |
| 1947–1952                      | Alois Lindenhofer  | ÖVP    |      | Lindenhofer war der stabilisierende Faktor in den schwierigsten Zeiten der Waidhofener Politik vor und nach dem Zweiten Weltkrieg. So übernahm er, bereits 70 Jahre alt, nach Meyers Rücktritt ein viertes Mal das Bürgermeisteramt, in welchem er auch verstarb.                                                   | Friedrich Helmetschläger                                                                                                 | Friedrich Sternecker |
| 1945–1947                      | Erich Meyer        | KPÖ    |      | Am 9. Mai 1945 von den sowjetischen Besatzern als Bürgermeister eingesetzt und im September 1945 von einem provisorischen Gemeinderat gewählt. Musste nach Vorwürfen des Amtsmissbrauchs (von denen er später freigesprochen wurde) zurücktreten.                                                                   | Alois Lindenhofer | … |
| 1939–1945                      | Emmerich Zinner    | NSDAP  |      | Wollte zahlreiche Projekte zum Ausbau Waidhofens als NS-Musterstadt realisieren, von denen kriegsbedingt aber die wenigsten zur Ausführung kamen. Legte Anfang Mai 1945 sein Amt zurück, nachdem er von einem „Aktionskomitee“ überredet worden war, die Stadt nicht gegen die sowjetischen Truppen zu verteidigen. | … | … |
| 12. März 1938–31. Oktober 1938 | Josef Haider       | NSDAP  |      | Nach dem Anschluss Österreichs eingesetzt. Er war infolge einer Kriegsverletzung gesundheitlich angeschlagen und musste das Amt daher nach wenigen Monaten abgeben. Infolge war er bis zu seinem Tod 1943 „Ehrenbürgermeister“.                                                                                     | … | … |
| 1937–1938                      | Alois Lindenhofer  | VF     |      | Musste mit der Machtergreifung der Nationalsozialisten zurücktreten. | (Vakant) | (Vakant) |
| 1935–1937                      | (Vakant)           |        |      | Von 1935 bis 1937 war das Bürgermeisteramt vakant, die Stadt wurde von einem Kommissär des Landes verwaltet, der das Amt 1937 erneut an Alois Lindenhofer übergab. | … | … |
| 1932–1935                      | Alois Lindenhofer  | CS/VF  |      | | … | … |
| 1931–1932                      | Ignaz Inführ       | GDVP   |      | Verstarb infolge einer schweren Operation. | Alois Lindenhofer | … |
| 1925–1931                      | Alois Lindenhofer  | CS     |      | | … | … |
| 1923–1925                      | Franz Kotter       | ?      |      | Übernahm nach Waas' Tod das Amt, war selbst gesundheitlich angeschlagen und musste es zwei Jahre später abgeben. | … | … |
| 1919–1923                      | Josef Waas         | GDVP   |      | Übernahm Anfang 1919 das Amt, nachdem sein Vorgänger Riegelhofer nach einem Aufstand aufgrund von Lebensmittelknappheit zurückgetreten war. Verstarb im Amt. | … | … |

### Von 1786 bis 1918
- 1913–1918: Georg Riegelhofer
- 1911–1913: Josef Steindl
- 1894–1911: Theodor Plenker
- 1891–1894: Julius Jax
- 1881–1891: Karl Frieß
- 1874–1881: Paul Moritz
- 1867–1874: Franz Hofer
- 1864–1867: Franz Hofbauer
- 1861–1864: Franz Riedmüller
- 1858–1861: Johann Großmann
- 1849–1858: Franz Riedmüller
- 1845–1848: Johann Großmann
- 1843–1845: Franz Neuwirth
- 1839–1843: Johann Haller
- 1829–1838: Leopold Pichler
- 1828–1829: Franz Braun
- 1799–1828: Florian Frieß
- 1798–1799: Ignaz Kicker
- 1795–1798: Kajetan Klein
- 1790–1794: Franz Reichenbauer
- 1786–1790: Anselm Scharitzer